# Sony Xperia 10 IV
Sony Xperia 10 IV — смартфон на базі Android, вироблений Sony. Як представник середнього класу серії Xperia від Sony, він був анонсований разом із флагманом Xperia 1 IV 11 травня 2022 року.  Телефон має вийти літом 2022 року в Європі, і на момент написання статті, його можна було передзамовити за £429, що більше ніж коштував попередник. Також в деяких країнах за передзамовлення можна безоплатно отримати навушники Sony WF-C500.

## Комплект поставки
Компанія, слідом за Apple Inc. і Samsung відмовилася від постачання разом із телефоном зарядного пристрою, до комплектації смартфону входить лише інструкція. Сама коробка, виготовлена з паперу, а дизайн ідентичний Xperia 10. Sony аргументувала це тим, що більшість користувачій смартфонів Xperia, вже мають сумісний кабель чи пристрій, паралельно з цим дозволивши зменшети коробку на 50%.

## Дизайн
Xperia 10 IV, майже не змінився за зовнішнім виглядом від попередника, але змінився матеріал. Тепер не тільки пластикова рама, але і задня панель, яка ще стала матовою. Завдяки зміні матеріалу при тому ж самому дизайну, смартфон став все-таки компактнішим хоча й не значно, тепер розміри становлять 153 мм у висоту, 67 мм в ширину і 8,3 мм товщини. Екран захищає новіше скло Corning Gorilla Glass Victus, а сам смартфон залишається із рейтингом IP65/IP68. Фронтальна камера, світлодіод сповіщень і різні датчики розміщені у верхній панелі, а один передній динамік розміщений у нижній панелі, за сіткою. Кнопка живлення/датчик відбитків пальців і регулятор гучності розташовані на правій стороні пристрою, а 3,5-мм роз’єм для навушників з мікрофоном — у верхній частині. Ліва сторона має лише заглушку, для гібридного лотка SIM-карти та карти microSD. Цього покоління зовсім зникла спеціальна кнопка Google Assistant. Задні камери розташовані ідентично 10 III, у верхньому лівому куті телефону, а зверху – світлодіодний спалах. На нижньому краю є мікрофон і роз'єм USB-C. Чорний, білий, м'ятний та лавандовий були кольорами, доступними на момент запуску.

## Технічні характеристики

### Апаратне забезпечення
Пристрій недалеко пішов від Xperia 10 III, маючи процесор Qualcomm Snapdragon 695 5G і графічний Adreno 619. Він доступний з 6 ГБ оперативної пам’яті та 128 ГБ пам’яті, підтримується розширення, картою MicroSDXC до 1 ТБ за допомогою однієї або гібридної двох SIM-карт. Дисплей має ту саму панель, розмір і роздільну здатність, ще від 10 II, із 6-дюймовим (150 мм) 21:9 1080p (1080 × 2520) OLED-дисплеєм, із частотою оновлення 60 Гц що забезпечує щільність пікселів 457 ppi, з підтримкою HDR10, але виробник заявив що дисплей в IV поколінні зробили яскравішим. 10 IV також наростив місткість акумулятора на ті ж 25%, тепер вона на 5000 мА·г. Його можна заряджати через порт USB-C за специфікацією USB Power Delivery до 30 Вт. На задній панелі є потрійна камера з основним ширококутний датчиком на 12 Мп з PDAF, який тепер має оптичну стабілізацію зображення, телеоб’єктив на 8 Мп та надширококутний датчик на 8 Мп. Фронтальна камера залишилася такою ж, на 8 Мп.

### Програмне забезпечення
Смартфон із коробки постачається на Android 12 разом із власною оболонкою Xperia UI, яка мало чим відрізняється від звичайного Android. Він має панель швидкого доступу Side Sense збоку на дисплеї телефону для запуску меню ярликів до програм і функцій, починаючи з Xperia XZ3, з додаванням віджета для керування програмою для навушників Sony. З нових функцій які появилися саме в оболонці є Multi-window, він викликається коли увімкнений список запущених програм, або через Side Sense. По суті, дозволяє відкривати два програми, одночасно, розділивши екран навпіл. Якщо увімкнені нижні кнопки на панелі, то в цьому режимі, справа буде кнопка зміни програми. Але на відмінно від стандартного Android, Multi-window може запам'ятай 3 пари раніше запущених програм, одночасно. Як і у звичайній ОС, розділювати програми можна не тільки за пропорцією 50:50, але і в довільній.

## Нотатки
1. ↑  Суфікс римської цифри моделі вимовляється як Mark IV ("позначка чотири").